# 블렌더 (잡지)
블렌더(영어: Blender)는 1994년 설립된 미국의 음악 잡지이다. 1년에 10번 발간하던 블렌더는 "음악과 그 이상의 것에 대한 궁극적인 설명서"를 모토로 삼았으며, 유명인들의 선정적인 표지를 장식하였던 잡지로도 많이 알려져 있었다. 최고의 목록과 최악의 목록을 포함해 음반, 아티스트, 노래 목록을 발표하였다. 또한 각 호마다 음반을 차례로 분석하면서 한 음악가의 전체 디스코그래피를 리뷰하기도 하였다.
블렌더는 데니스 출판사가 출판하였다. 1994년 제이슨 피어슨, 데이비드 체리, 레지나 조셉이 발간하였으며, 최초의 CD-ROM 발행 잡지였다. 이후 데니스/데니스 퍼블리싱이 인수하여 영국에서 15개의 디지털 CD 형태로 잡지를 발간하기도 하였으며, 1997년에는 웹사이트를 런칭하였다. 1999년부터는 가장 최근에 사용하던 형태로 인쇄판을 발행하기 시작하였다. 블렌더의 CD-ROM은 디지털 편집 포맷뿐만 아니라 디지털 광고도 선보였는데, 이 최초의 디지털 광고에는 캘빈 클라인, 애플 컴퓨터, 토요타, 나이키 등이 포함되어 있었다.
2006년 6월 시카고 트리뷴은 10대 영문 잡지 중 하나로 블렌더를 선정하면서 "록 매거진이라는 학교에 있는 멋진 아이"라고 평하였다.
잡지의 소유주인 알파 미디어 그룹은 2009년 3월 26일 블렌더를 폐간시키고 30개의 일자리를 없앴으며, 회사의 타이틀 포트폴리오를 맥심으로 축소하여 온라인 전용 포맷으로 전환하였다. 블렌더가 마지막으로 발간한 호는 2009년 4월호로, 잡지 구독자들에게는 미발송된 블렌더 호를 보충하기 위해 맥심 잡지가 발송됐다.